# Bataille d'Ambuila
Lors de la bataille d'Ambuila (ou bataille de Mbwila ou  encore bataille de Mbuila) le 29 octobre 1665, les armées portugaises vainquirent les troupes du royaume du Kongo et décapitèrent le roi Antonio Ier du Kongo, connu également sous le nom de Nvita Nkanga, faisant sombrer le pays dans la guerre civile.

## Contexte
Le Portugal et le royaume du Kongo étaient partenaires commerciaux depuis deux siècles. Cependant, le déclin de l'autorité royale profita aux portugais qui demandèrent en 1663 les droits miniers des gisements du Kongo.
Antonio qui avaient de très mauvaises relations avec la couronne portugaise refusa et ce prétexte fut utilisé pour déclarer la guerre ouverte au Kongo.

## Le combat
Les Portugais et leurs alliés se regroupèrent dans la ville de Luanda. Sous le commandement de Luís Lopes de Sequeira (pt), un soldat métis, les troupes portugaises étaient organisées autour d'un groupe de 450 mousquetaires et deux pièces d'artillerie légères. L'armée du Kongo comprenait de nombreux paysans et archers, mais aussi un régiment de 380 hommes armés de mousquets, dont 29 Portugais dirigés par Pedro Dias de Cabral, également métis. Le roi Antonio emportait avec lui le trésor et les archives de l'Empire, par peur de leur prise par un rival durant son absence. Antonio était le roi légitime de Kongo, tandis que les Portugais voulaient en imposer un de leur choix. À l'époque de Vita Nkanga, le Kongo a déjà été divisé en plusieurs États indépendants dont certains sous la coupe portugaise (basuku, bayaka, etc.).
Après la bataille, le Roi (ou Manikongo) fut décapité et sa tête fut enterrée par les Portugais dans une chapelle située sur la baie de Luanda au cours d'une cérémonie religieuse, tandis que la couronne et le sceptre du Kongo étaient envoyés à Lisbonne comme trophée. Après la mort du roi et de ses lieutenants, le royaume fut morcelé par la guerre civile du Kongo jusqu'à sa réunification par Pierre IV.